# Festival international du film documentaire Millenium
Le Festival Millenium (ou Festival International du film documentaire Millenium) est un festival de documentaires qui se déroule chaque année à Bruxelles et propose une sélection de films du monde entier, ainsi qu’une programmation belge inédite.
Il a été créé en 2009, avec le soutien des Nations unies pour donner un visage humain et une vision créative aux Objectifs de Développement Durable (ODD) adoptés en 2000 par les Nations unies. Chaque année, il est le lieu de rencontres entre artistes, activistes et décideurs du monde entier. Le Festival a ainsi reçu Ban Ki-moon, Taslima Nasreen, Antonio Banderas, Helena Trestíková, ou Julie Bertucelli. En 2023, pour sa 15e édition anniversaire le Festival Millenium a pour Invité d’honneur et Président du Jury International, l'artiste dissident Chinois Ai Weiwei.
Millenium a pour but de nourrir le débat critique et mobiliser les citoyens sur les sujets d'actualité à travers des films engagés. Le Festival organise également des panoramas, débats, conférences, classes de maître, sessions de pitching, concerts et projections jeunes publics. Les thèmes phares du festival sont les enjeux climatiques, l'information et les droits humains.

## Historique
Le Festival Millenium a été créé en 2009 par Lubomir Georgiev et Zlatina Rousseva, deux cinéastes bulgares et fondateurs de l’ASBL Diogène, qui a collaboré durant vingt ans avec des organisations humanitaires et des chaînes de télévision européennes . Lubomir Georgiev et Zlatina Rousseva sont les actuels présidents et directeurs artistique du festival. Le nom du Festival Millenium fait référence aux Objectifs du millénaire pour le développement (MDG) aujourd'hui devenus Objectifs de développement durable (ODD).

## Invités spéciaux /événements
- En 2009 Antonio Banderas, acteur et réalisateur espagnol, défend le festival en tant "qu'ambassadeur de bonne volonté".
- À partir de 2010 le festival organise des Web Meetings, qui sont des rencontres dédiées à la web-création et au web-documentaire[13]. Ces activités autour du développement du langage digital sont encadrées par David Dufresne[2].
- En 2011 le journaliste et sociologue Ignacio Ramonet vient faire une conférence ainsi que le philosophe et sociologue Gilles Lipovetsky [12].
- En 2012 Rebeca Grynspan, sous-secrétaire général de l'ONU, administratrice assistante du PNUD et ancienne vice-présidente du Costa Rica vient à Bruxelles pour la cérémonie d'ouverture du festival[14].
- En 2013 l'écrivaine bangladaise, Taslima Nasreen devient ambassadrice de bonne volonté du festival[15],[16].
- En 2014 le festival remet la statuette de l'Objectif d'Or, sa plus haute distinction, au secrétaire général des Nations unies, Ban Ki-Moon[2], présent pour cette occasion. Le réalisateur et écrivain français Jean-Louis Comolli, ancien rédacteur en chef des Cahiers du cinéma organise un master-class cette même année[17].
- En 2015 le festival invite le juriste et professeur de droit belge, Olivier de Schutter, pour une conférence sur la souveraineté alimentaire et alternative paysanne.
- En 2016 l'ex-banquier et lanceur d'alerte suisse, Rudolf Elmer, est présent au festival dans le cadre du film "L'homme qui voulait détruire le secret bancaire" de David Leloup[18]. Cette année-là le festival organise aussi cinq journées dédiées à un nouveau genre de narration ou storytelling: le GameDoc.
- En 2017 le festival organise une conférence intitulée "Les robots vont-ils nous remplacer" avec Marie-Hélène Ska, secrétaire générale de la CSC, Marc Goblet, secrétaire général de la FGTB, Gégard Valenduc, chercheur associé à l'ETUI et professeur en sciences-sociales et Mady Delvaux, députée européenne et auteur d'un rapport sur la robotisation du travail.
- En 2018 le festival invite la cinéaste tchèque, Helena Trestíková, pour une master-class intitulée "Comment filmer la mémoire".
- En 2022, le festival a pour Invitée d'Honneur et Présidente du Jury International, Julie Bertucelli[19]. Sa maîtresse de cérémonie est Romy Trajman.
- En 2023, le festival a pour invitée d'Honneur et Président du Jury International, Ai Weiwei[20].

## Programme

### Sections compétitives
- Compétition internationale
- Compétition Cinéma belge
- Compétition Vision Jeune

### Sections hors compétition
- Cette section varie chaque année.

## Prix décernés

### Compétitions Internationales
- Objectif d'Or - Grand Prix du festival
- Objectif d'Argent - Meilleur film sur le développement durable
- Objectif de Bronze - Meilleur film pour les Droits de l'Homme
- Prix Spécial du Jury - Le film le plus original et innovant
- Prix du Public
- Prix de la Trois

### Compétitions Nationales
- Meilleur film belge - Prix de la critique
- Prix du meilleur scénario remis par la SCAM
- Prix du meilleur espoir belge remis par le Festival Millenium

### Compétition Vision Jeune
- Prix Vision Jeune

### Objectif d'Or - Grand Prix du festival
| Année | Titre                        | Réalisateur                             | Nationalité du réalisateur |
| ----- | ---------------------------- | --------------------------------------- | -------------------------- |
| 2020  | The Cave                     | Feras Fayyad                            | Syrie                      |
| 2019  | Welcome to Sodom             | Florian Weigensamer et Christian Krönes | Autriche ; Ghana           |
| 2018  | The Other Side Of Everything | Mila Turajlic                           | Serbie                     |
| 2017  | The Good Postman             | Tonislav Hristov                        | Bulgarie                   |
| 2016  | A Syrian Love Story          | Sean McAllister                         | Royaume-Uni                |
| 2015  | Toto and His Sisters         | Alexander Nanau                         | Roumanie                   |
| 2014  | Life Sentences               | Nurit Kedar et Yaron Shani              | Israël                     |
| 2013  | A World Not Ours             | Mahdi Fleifel                           | Palestine                  |
| 2012  | When the bough breaks        | Ji Dan                                  | Chine                      |
| 2011  | Blood Relation               | Noa Ben Hagai                           | Israël                     |
| 2010  | Last train home              | Fan Lixin                               | Chine                      |
| 2009  | Barcelona Or Death           | Idrissa Guiro                           | France                     |

### Objectif d'Argent - Meilleur film sur le développement durable
| Année | Titre                    | Réalisateur                             | Nationalité du réalisateur |
| ----- | ------------------------ | --------------------------------------- | -------------------------- |
| 2020  | Smog Town                | Meng Han                                | Chine                      |
| 2019  | Dark Eden                | Michael Beamish et Jasmin Herold        | Allemagne                  |
| 2018  | Thank you for the Rain   | Julia Dahr                              | Norvège                    |
| 2017  | Plastic China            | Jiu-Liang Wang                          | Chine                      |
| 2016  | Reveka                   | Benjamin de Colaux et Christopher Yates | Belgique                   |
| 2015  | The Chinese Mayor        | Hao Zhou                                | Chine                      |
| 2014  | A River Changes Course   | Kalyanee Mam                            | Cambodge                   |
| 2013  | The Road to Silverstone  | Johan Eiksson                           | Finlande                   |
| 2012  | Up in Smoke              | Adam Wakeling                           | Royaume-Uni                |
| 2011  | Green                    | Patrick Rouxel                          | France                     |
| 2010  | There Once Was An Island | Briar March                             | Nouvelle-Zélande           |
| 2009  | Toro si Té               | Daisy Lamothe                           | France                     |

### Objectif de Bronze - Meilleur film pour les Droits de l'Homme
| Année | Titre                    | Réalisateur                | Nationalité du réalisateur |
| ----- | ------------------------ | -------------------------- | -------------------------- |
| 2020  | Sunless Shadows          | Mehrdad Oskouei            | Iran                       |
| 2019  | A thousand girls like me | Sahra Mani                 | Afghanistan , France       |
| 2018  | A Woman Captured         | Bernadett Tuza-Ritter      | Hongrie                    |
| 2017  | Forever Pure             | Maya Zinshtein             | Israël                     |
| 2016  | Llévate mis Amores       | Arturo Gonzales Villasenor | Mexique                    |
| 2015  | Do you believe in love   | Dan Wasserman              | Israël                     |
| 2014  | Death Metal Angola       | Jeremy Xido                | USA                        |
| 2013  | Soldier/Citizen          | Silvina Landsman           | Israël                     |
| 2012  | In My Mother's Arms      | Mohamed et Atia Al Daradji | Irak                       |
| 2011  | Shooting with Mursi      | Ben Young                  | Ethiopie                   |
| 2010  | Fighting The Silence     | Ilse&Femke Van Velzen      | Pays-Bas                   |
| 2009  | Barcelona or death       | Idrissa Guirro             | France                     |

### Meilleur film belge - Prix de la critique
| Année | Titre               | Réalisateur                            |
| ----- | ------------------- | -------------------------------------- |
| 2020  | Mother              | Kristof Bilsen                         |
| 2019  | Vacancy             | Alexandra Kandy Longuet                |
| 2018  | Blue Orchids        | Johan Grimonprez                       |
| 2017  | Rien n'est pardonné | Vincent Coen et Guillaume Vandenberghe |

## Collection Millenium sur La Trois - RTBF
Depuis 2013, le festival Millenium et La Trois se sont associés pour diffuser en télévision une sélection de documentaires du festival sous le nom de « Collection Millenium ». Le but est de présenter aux téléspectateurs belges des documentaires qui traitent des problèmes vitaux du développement durable accompagnés de débats et de discussions en présence de réalisateurs et d'intervenants.